# Nowe Drygały
Nowe Drygały (deutsch Neu Drygallen, 1938–1945 Neudrigelsdorf) ist ein Dorf in der polnischen Woiwodschaft Ermland-Masuren, das zur Gmina Biała Piska (Stadt- und Landgemeinde Bialla, 1938–1945 Gehlenburg) im Powiat Piski (Kreis Johannisburg) gehört.

## Geographische Lage
Nowe Drygały liegt im Südosten der Woiwodschaft Ermland-Masuren, 20 Kilometer nordöstlich der Kreisstadt Pisz (deutsch Johannisburg).

## Geschichte
Neu Drygallen bestand aus einem Gut mit einer 650 Meter südlich gelegenen Ziegelei und wurde im Jahre 1827 gegründet. Bis zum 12. September 1850 wurde der Ort Abbau Ziehe genannt, danach hieß er Neu Drigallen und bis 1938 Neu Drygallen. 
Der Ort gehörte zum Kreis Johannisburg im Regierungsbezirk Gumbinnen (ab 1905: Regierungsbezirk Allenstein) in der preußischen Provinz Ostpreußen. Im Jahr 1874 wurde der Ort in den neu errichteten Amtsbezirk Drygallen (ab 1938 „Amtsbezirk Drigelsdorf“) eingegliedert.
In den Jahren 1903 bis 1907 gab Neu Drygallen – 1895 zählte der Ort 132 Einwohner – seine Selbständigkeit auf und wurde in die Landgemeinde Drygallen eingegliedert. Aufgrund der Bestimmungen des Versailler Vertrags stimmte die Bevölkerung im Abstimmungsgebiet Allenstein, zu dem Neu Drygallen gehörte, am 11. Juli 1920 über die weitere staatliche Zugehörigkeit zu Ostpreußen (und damit zu Deutschland) oder den Anschluss an Polen ab. In Neu Drygallen stimmten 60 Einwohner für den Verbleib bei Ostpreußen, auf Polen entfielen keine Stimmen.
Am 3. Juni 1938 wurde Neu Drygallen aus politisch-ideologischen Gründen der Abwehr fremdländisch klingender Ortsnamen in „Neudrigelsdorf“ umbenannt.
In Kriegsfolge kam der Ort 1945 mit dem gesamten südlichen Ostpreußen zu Polen und erhielt die polnische Namensform „Nowe Drygały“. Das Dorf wurde wieder verselbständigt, ist heute Sitz eines Schulzenamtes (polnisch Sołectwo) und somit eine Ortschaft im Verbund der Stadt- und Landgemeinde Biała Piska (Bialla, 1938–1945 Gehlenburg) im Powiat Piski (Kreis Johannisburg), bis 1998 der Woiwodschaft Suwałki, seither der Woiwodschaft Ermland-Masuren zugeordnet. Im Jahre 2011 zählte Nowe Drygały 166 Einwohner.

## Religionen
Bis 1945 war Neu Drygallen in die evangelische Kirche Drygallen in der Kirchenprovinz Ostpreußen der Kirche der Altpreußischen Union sowie in die römisch-katholische Kirche Johannisburg im Bistum Ermland eingepfarrt.
Heute gehört Nowe Drygały katholischerseits zur Pfarrei Drygały im Bistum Ełk der Römisch-katholischen Kirche in Polen. Die evangelischen Kirchenglieder halten sich zur Kirchengemeinde in Biała Piska, einer Filialgemeinde der Pfarrei Pisz in der Diözese Masuren der Evangelisch-Augsburgischen Kirche in Polen.

## Verkehr

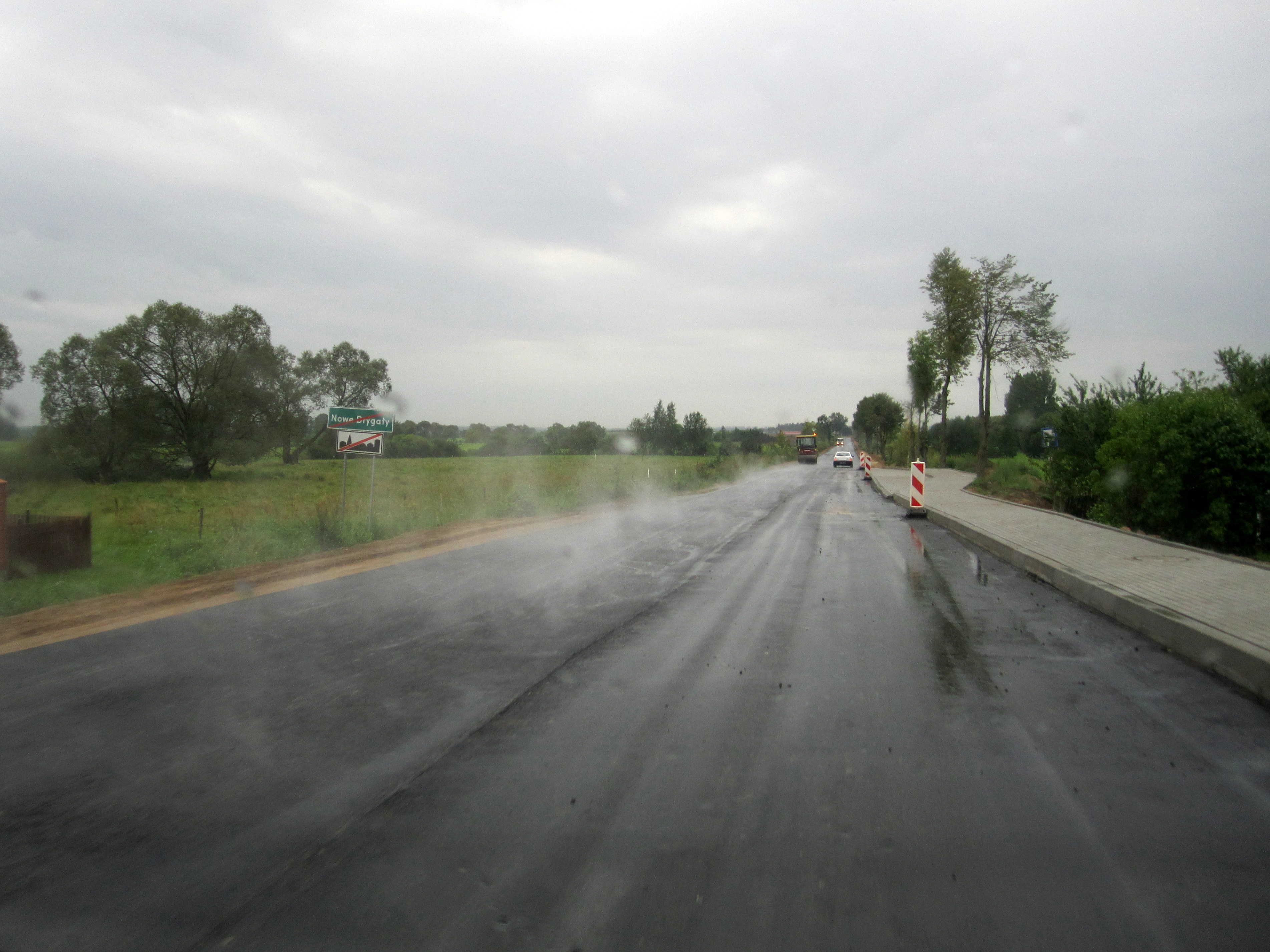
Reparaturarbeiten an der Woiwodschaftsstraße 667 am Ortsausgang von Nowe Drygały

Nowe Drygały liegt an der verkehrstechnisch bedeutenden Woiwodschaftsstraße 667, die die Städte Ełk (deutsch Lyck) und Biała Piska (Bialla, 1938–1945 Gehlenburg) sowie die Landesstraßen DK 65 und DK 58 miteinander verbindet.
Nur wenige Kilometer sind es zur Bahnstation in Drygały (Drygallen, 1938–1945 Drigelsdorf) an der Bahnstrecke Olsztyn–Ełk (deutsch Allenstein–Lyck).